# Радостовиці
Радостовиці (пол. Radostowice, нім. Radostowitz) — село в Польщі, у гміні Сушець Пщинського повіту Сілезького воєводства.
Населення — 1669 осіб (2011).
У 1975-1998 роках село належало до Катовицького воєводства.

## Демографія
Демографічна структура станом на 31 березня 2011 року:
|          | Загалом | Допрацездатний вік | Працездатний вік | Постпрацездатний вік |
| -------- | ------- | ------------------ | ---------------- | -------------------- |
| Чоловіки | 838     | 180                | 593              | 65                   |
| Жінки    | 831     | 173                | 522              | 136                  |
| Разом    | 1669    | 353                | 1115             | 201                  |